# Stefan Koch (Basketballtrainer)
Stefan Karl Ludwig Koch (* 24. April 1964 in Lich) ist ein deutscher Basketballtrainer, Basketballkommentator, Vortragsredner und Berater.

## Karriere

### Trainer
Koch spielte als Jugendlicher Fußball und erlitt mit elf Jahren einen offenen Schienbeinbruch, in Folge dessen eigenen Angaben nach eine Beinamputation drohte. Aufgrund dieser Verletzung beendete er seine Fußballlaufbahn und spielte ab dem Alter von 15 Jahren Basketball im Verein.
Der ältere Bruder von Michael Koch begann seine Trainerlaufbahn während seines Studiums (Fächer: Journalismus, Germanistik, Politik und Geschichte; Abschluss als Magister Artium) im Jahre 1988 beim TV 1860 Lich. Er führte die Mannschaft aus der Oberliga bis in die 2. Basketball-Bundesliga. Nach diesen Erfolgen wechselte er zum MTV Wolfenbüttel und betreute dort die Mannschaft in der 2. Bundesliga. Zur Saison 1994 feierte er bei der BG Bramsche/Osnabrück sein Debüt als Trainer in der Basketball-Bundesliga. Doch schon nach der Hälfte der Saison 1994/95 wechselte er aufgrund der finanziellen Schwierigkeiten der niedersächsischen Mannschaft in die Ukraine zu Bipa moda Odessa in die dortige erste Liga. 1995 begann er auch seine bis 2001 anhaltende Beschäftigung als Spieler-Scout in Europa für den NBA-Klub Vancouver Grizzlies. Nach seinem Abstecher in die Ukraine kehrte er nach Deutschland zurück und übernahm zunächst den Bundesligisten SV Tally Oberelchingen, den er zwei Mal ins Bundesliga-Viertelfinale führte. Die Saison 1996/97 unter Koch wurde vereinsseitig als „die erfolgreichste der Vereinsgeschichte“ eingestuft: Der SV Oberelchingen wurde Fünfter in der Bundesliga-Hauptrunde, im Viertelfinale schied man aber deutlich gegen Leverkusen aus. Zusätzlich nahm Koch mit seiner Mannschaft am europäischen Vereinswettbewerb Korać-Cup teil. Die Gruppenphase wurde auf dem ersten Tabellenrang abgeschlossen, man schied im Sechzehntelfinale dann gegen KK Zrinjevac Zagreb aus.
1997 wurde er Cheftrainer des MTV Gießen. Höhepunkte der Saison 1997/98 in der Bundesliga war für Koch und seine Mannschaft ein hoher Auswärtssieg beim amtierenden Meister Leverkusen (101:58). Im Spieljahr 1998/99 führte er den MTV als Tabellensiebter ins Bundesliga-Achtelfinale, dort unterlag man Ulm. Er erreichte mit den Mittelhessen 1999 das Pokalendspiel.
1999 wurde er der erste Trainer der neu gegründeten Skyliners Frankfurt. Mit Frankfurt erreichte er in der ersten Saison der Vereinsgeschichte den dritten Platz in der Bundesliga-Hauptrunde und stieß anschließend ins Halbfinale vor. Im deutschen Pokalwettbewerb führte er Frankfurt in der Premierensaison zum Titelgewinn, im europäischen Vereinswettbewerb Saporta Cup schied man im Achtelfinale aus. Koch war als bester Bundesliga-Trainer der Saison 1999/2000 ausgezeichnet. Er sehe seine Mannschaft im deutschen Basketball an zweiter Stelle hinter Alba Berlin, äußerte Koch während der Vorbereitung auf das Spieljahr 2000/2001. Der Verlauf der Saisonvorbereitung gestaltete sich dann aber aufgrund von Verletzungen und Nationalmannschaftsabstellungen schwierig. Die Frankfurter Mannschaft, die im Vergleich zum erfolgreichen Saison 1999/2000 ein weitgehend anderes Gesicht erhalten hatte, zog unter Kochs Leitung im Frühjahr 2001 als Tabellenachter in die Bundesliga-Endrunde ein, dort verlor man im Viertelfinale gegen Titelverteidiger (und späteren erneuten Meister) Alba Berlin. Im Pokalwettbewerb erreichte Koch mit Frankfurt das Halbfinale. Im April 2001 gab er bekannt, eine Vertragsklausel, die eine Verlängerung der Zusammenarbeit mit den Frankfurtern ermöglicht hätte, nicht zu nutzen und den Verein am Ende der Saison 2000/01 zu verlassen.
Nach zwei Jahren ging er nach Österreich und betreute dort den Bundesligisten Basket Bears Kapfenberg. Er führte Kapfenberg in die Endspielserie um die österreichische Meisterschaft. Dort verlor seine Mannschaft die ersten beiden Spiele gegen Gmunden, woraufhin Koch seines Amtes enthoben wurde. Unter seinem Nachfolger drehte Kapfenberg die Serie noch und wurde Meister. Nachdem er am Anfang der Saison 2003/04 als Basketballexperte für das DSF, heute Sport1, gearbeitet hatte, wurde er als Cheftrainer von der BG Iceline Karlsruhe für den Rest der Saison unter Vertrag genommen. Er betreute die Mannschaft in acht Ligaspielen, von denen vier gewonnen wurden. Im Februar 2004 trat er von dem Amt zurück, nachdem es zu Meinungsverschiedenheiten mit der BG-Führung gekommen war. Für die beiden folgenden Jahre kehrte er nach Gießen zu den Gießen 46ers zurück und war in der Saison 2005/06 auch als Basketball-Experte für Premiere tätig. 2005 wurde er erneut als Trainer des Jahres ausgezeichnet, nachdem er die Gießen 46ers überraschend ins Halbfinale um die Deutsche Meisterschaft geführt hatte. Im Spieljahr 2005/06 belegten die Mittelhessen unter Kochs Leitung im deutschen Pokalwettbewerb den dritten Platz. Anfang Dezember 2006 trat er als Gießener Trainer zurück, nachdem die neuformierte Mannschaft von den vorherigen zwölf Spielen nur eines gewonnen hatte.
Während seiner Karriere wurde er auch einige Male in den Trainerstab der deutschen Nationalmannschaft berufen.
Im Juni 2010 unterschrieb er einen Einjahresvertrag bei den Artland Dragons. Er erreichte mit den Quakenbrückern in der Saison 2010/11 den vierten Platz in der Bundesliga-Hauptrunde. Zuvor hatten die Dragons zwei Jahre lang den Einzug in die Play-Offs verpasst. Unter Koch schieden die Dragons im Halbfinale mit 2:3 gegen den späteren Meister Brose Baskets Bamberg aus. Nach zwei weiteren Play-off-Teilnahmen führte Koch 2013 familiäre Gründe an, als er ein Verlängerungsangebot ausschlug. Am 22. November 2013 unterschrieb Koch einen Vertrag beim Tabellenschlusslicht s.Oliver Baskets in Würzburg. Für die Würzburger war Koch bis Saisonende als Trainer tätig. Unter seiner Leitung gewann die Mannschaft zehn von 24 Spielen, die Mannschaft stieg aus der Bundesliga ab. Er gab als einen Grund für den verfehlten Klassenerhalt die Verletzung von Leistungsträger Maximilian Kleber an.
Koch betreute während seine Trainerzeit unter anderem die Spieler Kai Nürnberger, Pascal Roller, Tyron McCoy, Robert Maras, Anton Gavel, Heiko Schaffartzik, Louis Campbell, Chuck Eidson, Gerrit Terdenge, Tyrese Rice, Nathan Peavy, Darren Fenn, David Holston, Anthony King und Maximilian Kleber. Die späteren Cheftrainer Thorsten Leibenath, Tyron McCoy und Martin Schiller arbeiteten im Laufe der Jahre als seine Assistenten.

### Medientätigkeiten
Ab Herbst 2014 war Koch als Kommentator, Experte („Koch-Schule“) und Kolumnist für Telekom Basketball tätig. Auch für Premiere, das DSF (bzw. Sport1) und Sportdigital betätigte er sich als Basketball-Experte und wurde bei Übertragungen des Internetsenders DAZN eingesetzt. Im März 2021 rief Koch mit dem Sportjournalisten Oliver Dütschke einen Podcast ins Leben, in dem je Folge eine Persönlichkeit des Basketballsports zu Gast ist.
Zudem veröffentlicht er gelegentlich Beiträge zum Thema Basketball in der Frankfurter Allgemeinen Zeitung und schreibt auf der Internetseite der Basketball-Bundesliga in der Rubrik „Kochs Nachschlag“ über das Geschehen in der Liga. Seit der Saison 2023/24 kommentiert Koch Bundesliga-Spiele und Spiele der Champions League auf Dyn. Zusätzlich betreibt er gemeinsam mit Bastian Doreth einen Vodcast unter dem Titel Captain und Coach.

### Sonstige Tätigkeiten
Darüber hinaus hält er Vorträge über die Bereiche Gruppendynamik und -führung, Kommunikation, Motivation sowie Personalauswahl und bietet beratende Tätigkeiten für Führungspersönlichkeiten aus Wirtschaft und Sport an.

## Erfolge und Auszeichnungen
- Trainer des Jahres in der Bundesliga: Saison 1999/2000 und 2004/05
- Deutscher Pokalsieger: 2000
- 2011: Internationaler Deutscher Trainingspreis in Silber als Mitglied des Management-Entwicklungs-Programms (MEP) der Haufe Akademie[31]